# Hanna Vollrath
Hanna Vollrath, geborene Reichelt  (* 25. Juni 1939 in Brandenburg an der Havel), ist eine deutsche Historikerin für Mittelalterliche Geschichte.
Hanna Vollrath studierte Geschichte, Anglistik und Philosophie an der Universität zu Köln. 1965 erfolgte die Staatsprüfung für das Lehramt an höheren Schulen. Vollrath unterrichtete von 1967 bis 1968 am Lycée John F. Kennedy in Dakar. Sie wurde in Köln 1970 mit einer von Heinrich Büttner und Theodor Schieffer betreuten Arbeit über Königsgedanke und Königtum bei den Angelsachsen promoviert. Seit 1971 war sie Assistentin am Lehrstuhl von Odilo Engels in Köln und hatte von 1973 bis 1975 einen Aufenthalt in New York. Im Jahr 1980 erfolgte die Habilitation. Mit ihrer Kölner Antrittsvorlesung Das Mittelalter in der Typik oraler Gesellschaften löste sie eine Debatte aus über das Verhältnis von Mündlichkeit und Schriftlichkeit. Vollrath war von 1983 bis 1987 Professorin an der Universität Mannheim. 
Von 1989 bis zu ihrer Emeritierung 2004 lehrte sie Mittelalterliche Geschichte an der Ruhr-Universität Bochum. Dabei war sie in Bochum von 1991 bis 1992 Dekanin der Fakultät für Geschichtswissenschaft und von 1994 bis 1996 Prorektorin für Lehre, Studium und Studienreform. Sie war mit dem Philosophen Ernst Vollrath verheiratet. Zu Ehren Vollraths wurde ihr eine Tagung über gerichtliche und außergerichtliche Strategien der Konfliktbewältigung im Mittelalter gewidmet.
Vollraths Forschungsschwerpunkte sind die englische und französische Geschichte, insbesondere des Hochmittelalters. Vollrath verfasste eine Biographie über Thomas Becket. Für das Handbuch Schlaglichter der deutschen Geschichte schrieb sie das Kapitel Von der Entstehung des Deutschen Reiches bis zum Ende der Stauferzeit. Vollrath befasste sich vor allem mit den Rahmenbedingungen von Königsherrschaft, wobei das Recht, die Ordnungsvorstellungen und die (orale) Kommunikation eine wichtige Rolle spielten. Einschlägige Veröffentlichungen legte sie auch zu den Saliern vor. Für die neueste Ausgabe des klassischen Lehrbuchs der deutschen Geschichte, des „Gebhardt“, schrieb sie den Band über das Reich der Salier. Vollrath ist korrespondierendes Mitglied der Royal Historical Society London.

## Schriften (Auswahl)
Monografien
- Das Reich der Salier – Lebenswelten und gestaltende Kräfte 1024–1125 (= Gebhardt: Handbuch der deutschen Geschichte. Band 4). Klett-Cotta, Stuttgart 2024, ISBN 978-3-608-60004-9.
- Thomas Becket. Höfling und Heiliger (= Persönlichkeit und Geschichte. Bd. 164). Muster-Schmidt, Göttingen u. a. 2004, ISBN 3-7881-0155-5.
- Die Synoden Englands bis 1066 (= Konziliengeschichte. Reihe A: Darstellungen). Schöningh, Paderborn u. a. 1986, ISBN 3-506-74685-5.

Herausgeberschaften
- zusammen mit Stefan Weinfurter: Köln – Stadt und Bistum in Kirche und Reich des Mittelalters. Festschrift für Odilo Engels zum 65. Geburtstag (= Kölner historische Abhandlungen. Bd. 39). Böhlau, Köln u. a. 1993, ISBN 3-412-12492-3.
- zusammen mit Alfred Haverkamp: England and Germany in the High Middle Ages. In honour of Karl J. Leyser. Oxford University Press, Oxford 1996, ISBN 0-19-920504-3.
- zusammen mit Natalie Fryde: Die englischen Könige im Mittelalter. Von Wilhelm dem Eroberer bis Richard III. (= Beck’sche Reihe Bd. 1534). Beck, München 2004, ISBN 3-406-49463-3.